# Erhard Kunz
Erhard Kunz SJ (* 12. März 1934 in Gehlert) ist ein deutscher römisch-katholischer Theologe.

## Leben
Erhard Kunz besuchte das Gymnasium der Zisterzienser in Marienstatt. 1954 trat er in den Jesuitenorden ein und empfing im Anschluss an das Studium der Philosophie und Theologie 1963 in Frankfurt am Main die Priesterweihe. Nach seiner Promotion in Theologie an der Päpstlichen Universität Gregoriana in Rom mit einer Dissertation über die Glaubenstheologie (Analysis fidei) des Jesuiten Pierre Rousselot wurde er im Jahre 1968 Professor für Dogmatik an der Philosophisch-Theologischen Hochschule Sankt Georgen in Frankfurt. Er war u. a. der Doktorvater des Befreiungstheologen Jon Sobrino und leitete als Rektor das Jesuitenkolleg. 2003 wurde Kunz als Professor emeritiert.
Von 2001 bis 2008 wirkte er als Spiritual am Priesterseminar Limburg; von 2005 bis 2008 stand er als Superior der Jesuitenkommunität des Ignatiushauses Frankfurt vor. Seit der Emeritierung ist er vor allem in der Seelsorge tätig, gibt Exerzitien und bietet geistliche Begleitung an.

## Schriften (Auswahl)
- Glaube, Gnade, Geschichte. Die Glaubenstheologie des Pierre Rousselot S.J. (= Frankfurter theologische Studien. Nr. 1). Knecht, Frankfurt am Main 1969 (archive.org – zugleich Dissertation, Gregoriana).
- Christentum ohne Gott? Knecht, Frankfurt am Main 1971, ISBN 3-7820-0214-8.
- Protestantische Eschatologie. Von der Reformation bis zur Aufklärung (= Handbuch der Dogmengeschichte. Sakramente, Eschatologie. Fasz. 7c. Teil 1. Band 4). Herder, Freiburg im Breisgau/Basel/Wien 1980, ISBN 3-451-00727-4.
- als Herausgeber mit Johannes Beutler: Heute von Gott reden (= Religion in der Moderne. Band 5). Echter, Würzburg 1998, ISBN 3-429-02042-5.
- Gott finden in allen Dingen. Frankfurt am Main 2001 (sankt-georgen.de [PDF] Gesammelte Aufsätze).